# 希科縣
希科縣（英語：Chicot County）是美國阿肯色州東南角的一個縣，東隔密西西比河與密西西比州相望，南鄰路易斯安那州。面積1,789平方公里。根据美國2000年人口普查，共有人口14,117人。縣治萊克村（Lake Village）。
成立於1823年10月25日。縣名據信來自法語Chicot，指的是柏樹浸在水中的殘枝。